# Ormont-Dessous
Ormont-Dessous (hist. Ormund-Ulmenthal) – miejscowość i gmina (commune) w zachodniej Szwajcarii, w kantonie Vaud, w okręgu (district) Aigle. Leży nad rzekami Hongrin oraz Sarine. Siedzibą gminy jest miejscowość Le Sépey, która znajduje się na trasie wąskotorowej linii kolejowej Aigle–Sépey–Diablerets.

## Geografia
Na terenie gminy leży większa część jeziora Lac de l’Hongrin.

## Demografia
W Ormont-Dessous mieszka 1159 osób. W 2021 roku 18% populacji gminy stanowiły osoby urodzone poza Szwajcarią. 

## Transport
Przez teren gminy przebiegają drogi główne nr 11 i nr 142.